# Funkverkehrszeichen
Funkverkehrszeichen, auch Morseverkehrszeichen, kurz Verkehrszeichen, sind besondere Morsezeichen, die, anders als die üblichen, keine Buchstaben, Ziffern oder Satzzeichen darstellen, sondern Steuerzeichen sind. Damit werden im Funkverkehr, speziell im Amateurfunk, besondere Aktionen gekennzeichnet, beispielsweise der Spruchanfang oder sein Ende.
Die Verkehrszeichen sind zu unterscheiden von den üblichen Abkürzungen im Amateurfunk. Während letztere als einzelne Buchstaben gesendet werden, beispielsweise tnx (− −· −··−) für „Danke“ (thanks) oder tu (− ··−) für „Danke dir“ (thank you), werden Verkehrszeichen (englisch Procedure signs oder prosigns) stets ohne Pause zwischen den Morsezeichen der Buchstaben gefunkt, zum Beispiel ar (·−·−·), das übrigens auch das Pluszeichen repräsentiert, als Kennzeichnung des Endes einer Nachricht. Um die fehlende Pause zwischen den Buchstaben hervorzuheben, sind die Buchstaben hier und in der folgenden Tabelle – wie international üblich – durch Überstreichung markiert.
| Zeichen | Morsecode | Deutsch         | Englisch                                 | Hörbeispiel |
| ------- | --------- | --------------- | ---------------------------------------- | ----------- |
| ar [+]  | ·−·−·     | Spruchende      | end of message                           |             |
| as      | ·−···     | Bitte warten    | please wait quietly                      |             |
| bt [=]  | −···−     | Trennung        | break                                    |             |
| hh      | ········  | Irrung          | correction                               |             |
| ka      | −·−·−     | Spruchanfang    | message begins                           |             |
| kn      | −·−−·     | Kommen nur      | invitation for named station to transmit | –           |
| sk      | ···−·−    | Verkehrsschluss | end of contact                           |             |
| sos     | ···−−−··· | Notsignal       | distress signal                          |             |
| ve      | ···−·     | Verstanden      | verified                                 |             |

Die Abkürzung SK (als zwei einzelne Buchstaben) wird außerhalb der Betriebstechnik auch als Silent Key (schweigende Taste) als Hinweis auf den Tod eines Hams verwendet.